# Ana Maria de Liechtenstein
Ana Maria Antônia de Liechtenstein (em alemão:  Anna Maria Antonie; Viena, 21 de outubro de 1699 — Viena, 20 de janeiro de 1753) foi princesa de Liechtenstein por nascimento e também pelo seu segundo casamento com José Venceslau de Liechtenstein.

## Família
Ana Maria foi a quarta filha, décima e penúltima criança nascida do príncipe Antônio Floriano de Liechtenstein e da condessa Leonor Bárbara de Thun-Hohenstein. Os seus avós paternos eram o príncipe Hartmann III de Liechtenstein e a condessa Sidônia Isabel de Salm-Reifferscheidt. Os seus avós maternos eram o conde Miguel Osvaldo de Thun-Hohenstein e Isabel de Lodron. 

## Biografia
Seu primeiro casamento ocorreu em 9 de setembro de 1716, quando a noiva tinha 16 anos e o noivo, o conde João Ernesto de Thun-Hohenstein, 22. Ele era filho de Maximiliano de Thun-Hohenstein e de Maria Adelaide de Preysing.
Eles não tiveram filhos, e o conde faleceu no dia 20 de março de 1717.
Em 1718, aos 18 ou 19 anos, Ana Maria casou-se com o príncipe José Venceslau, filho do príncipe Filipe Erasmo do Liechtenstein e da princesa Teresa Cristina de Löwenstein-Wertheim-Rochefort.
O casal teve cinco filhos, que morreram na infância.
A princesa faleceu no dia 20 de janeiro de 1753, em Viena, na Áustria. Foi enterrada na Igreja Paulina, mesmo local de enterro de sua mãe, Leonor Bárbara.

## Descendência
- Filipe Antônio de Liechtenstein (1719);
- Filipe Antônio de Liechtenstein (1720);
- Filipe Ernesto de Liechtenstein (1722 – 1723);
- Maria Isabel de Liechtenstein (1724);
- Maria Alexandra de Liechtenstein (1727).